# Euxoa hungarica
Euxoa hungarica är en fjärilsart som beskrevs av Kovacs 1947. Euxoa hungarica ingår i släktet Euxoa och familjen nattflyn. Inga underarter finns listade i Catalogue of Life.